# Europäisches Olympisches Winter-Jugendfestival 2007
Das Europäische Olympische Winter-Jugendfestival 2007 fand vom 18. bis zum 24. Februar in Jaca in Spanien statt.

## Sportarten
Es wurden 20 Wettkämpfe in 6 Sportarten ausgetragen. Curling und Shorttrack wurden aus dem Programm gestrichen.
- Biathlon
- Eishockey
- Eiskunstlauf
- Ski Alpin
- Skilanglauf
- Snowboard

## Wettkampfstätten
| Ortschaft | Austragungsort             | Sportart                 |
| --------- | -------------------------- | ------------------------ |
| Astún     | –                          | Ski Alpin (Slalom)       |
| Candanchú | –                          | Biathlon                 |
| Candanchú | –                          | Ski Alpin (Riesenslalom) |
| Candanchú | Candanchú Biathlon Stadium | Skilanglauf              |
| Jaca      | Pabellón de Hielo de Jaca  | Eishockey                |
| Jaca      | Jaca Ice Rink              | Eiskunstlauf             |
| Panticosa | Aramón Panticosa           | Snowboard                |

## Medaillenspiegel
| Platz  | Mannschaft  | Gold | Silber | Bronze | Gesamt |
| ------ | ----------- | ---- | ------ | ------ | ------ |
| 1      | Russland    | 4    | 3      | 4      | 11     |
| 2      | Deutschland | 3    | 3      | 3      | 9      |
| 3      | Österreich  | 2    | 3      | 3      | 8      |
| 4      | Norwegen    | 2    | 2      | 2      | 6      |
| 5      | Belarus     | 2    | –      | –      | 2      |
| 5      | Slowenien   | 2    | –      | –      | 2      |
| 7      | Frankreich  | 1    | 3      | 2      | 6      |
| 8      | Schweiz     | 1    | 2      | 3      | 6      |
| 9      | Italien     | 1    | 1      | 1      | 3      |
| 10     | Bulgarien   | 1    | –      | –      | 1      |
| 10     | Spanien     | 1    | –      | –      | 1      |
| 12     | Finnland    | –    | 1      | 1      | 2      |
| 13     | Schweden    | –    | 1      | –      | 1      |
| 13     | Serbien     | –    | 1      | –      | 1      |
| 15     | Kroatien    | –    | –      | 1      | 1      |
| Gesamt | Gesamt      | 20   | 20     | 20     | 60     |